# Giovanni Clunie
Giovanni Pierre Clunie Asenjo (Cartago, 20 dicembre 1994) è un calciatore costaricano, attaccante del Guadalupe.

## Carriera
È cresciuto nelle giovanili del Cartaginés, club con cui ha esordito nella massima serie costaricana nel 2013.

## Statistiche

### Presenze e reti nei club
Statistiche aggiornate al 22 novembre 2021.
| Stagione               | Squadra                | Campionato             | Campionato | Campionato | Coppe nazionali | Coppe nazionali | Coppe nazionali | Coppe continentali | Coppe continentali | Coppe continentali | Altre coppe | Altre coppe | Altre coppe | Totale | Totale |
| Stagione               | Squadra                | Comp                   | Pres       | Reti       | Comp            | Pres            | Reti            | Comp               | Pres               | Reti               | Comp        | Pres        | Reti        | Pres   | Reti   |
| ---------------------- | ---------------------- | ---------------------- | ---------- | ---------- | --------------- | --------------- | --------------- | ------------------ | ------------------ | ------------------ | ----------- | ----------- | ----------- | ------ | ------ |
| lug.-dic. 2013         | Cartaginés             | PD                     | 4          | 0          |                 | -               | -               | CCL                | 0                  | 0                  |             | -           | -           | 4      | 0      |
| gen.-lug. 2014         | Municipal Turrialba    | SD                     | ?          | ?          |                 | -               | -               |                    | -                  | -                  |             | -           | -           | ?      | ?      |
| 2014-2015              | Cartaginés             | PD                     | 6          | 1          |                 | -               | -               |                    | -                  | -                  |             | -           | -           | 6      | 1      |
| 2015-2016              | Cartaginés             | PD                     | 5          | 1          |                 | -               | -               |                    | -                  | -                  |             | -           | -           | 5      | 1      |
| 2016-2017              | Cartaginés             | PD                     | 36         | 6          |                 | -               | -               |                    | -                  | -                  |             | -           | -           | 36     | 6      |
| 2017-2018              | Cartaginés             | PD                     | 28         | 2          |                 | -               | -               |                    | -                  | -                  |             | -           | -           | 28     | 2      |
| lug.-dic. 2018         | Cartaginés             | PD                     | 18         | 1          |                 | -               | -               |                    | -                  | -                  |             | -           | -           | 18     | 1      |
| feb.-nov. 2019         | Zweigen Kanazawa       | J2                     | 30         | 7          | CG              | 2               | 0               |                    | -                  | -                  |             | -           | -           | 32     | 7      |
| gen.-lug. 2020         | Cartaginés             | PD                     | 11         | 0          |                 | -               | -               |                    | -                  | -                  |             | -           | -           | 11     | 0      |
| Totale Cartaginés      | Totale Cartaginés      | Totale Cartaginés      | 108        | 11         |                 | -               | -               |                    | 0                  | 0                  |             | -           | -           | 108    | 11     |
| 2020-2021              | Jicaral Sercoba        | PD                     | 19         | 4          |                 | -               | -               |                    | -                  | -                  |             | -           | -           | 19     | 4      |
| 2021-2022              | Jicaral Sercoba        | PD                     | 13         | 1          |                 | -               | -               |                    | -                  | -                  |             | -           | -           | 13     | 1      |
| Totale Jicaral Sercoba | Totale Jicaral Sercoba | Totale Jicaral Sercoba | 32         | 5          |                 | -               | -               |                    | -                  | -                  |             | -           | -           | 32     | 5      |
| Totale carriera        | Totale carriera        | Totale carriera        | 170        | 23         |                 | 2               | 0               |                    | 0                  | 0                  |             | -           | -           | 172    | 23     |